# 軽井沢大橋
軽井沢大橋（かるいざわおおはし）は、長野県北佐久郡御代田町、一級河川・信濃川水系湯川に架かる橋。長さ110メートル、幅6メートルの鋼下路トラスド・ランガー橋である。

## 概要
御代田町の東端、軽井沢町との境近くに位置する。1969年（昭和44年）、総武都市開発による森泉山の別荘地開発の足がかりとして架橋されたもので、国道18号およびしなの鉄道・信濃追分駅と、別荘地やゴルフ場があるリゾート地とを結ぶ。
湯川が作り出した深い峡谷に架かり、川面との距離は100メートルほどもあるという。橋の上からは峡谷美が堪能でき、秋は紅葉が美しい。さらに遠くには浅間山をも望むことができるなど、景色の良さが知られる。
欄干には自殺防止のための鉄条網が張り巡らされている。北側（湯川右岸側）には小さな祠と鳥居があったが、現在鳥居は撤去されている。

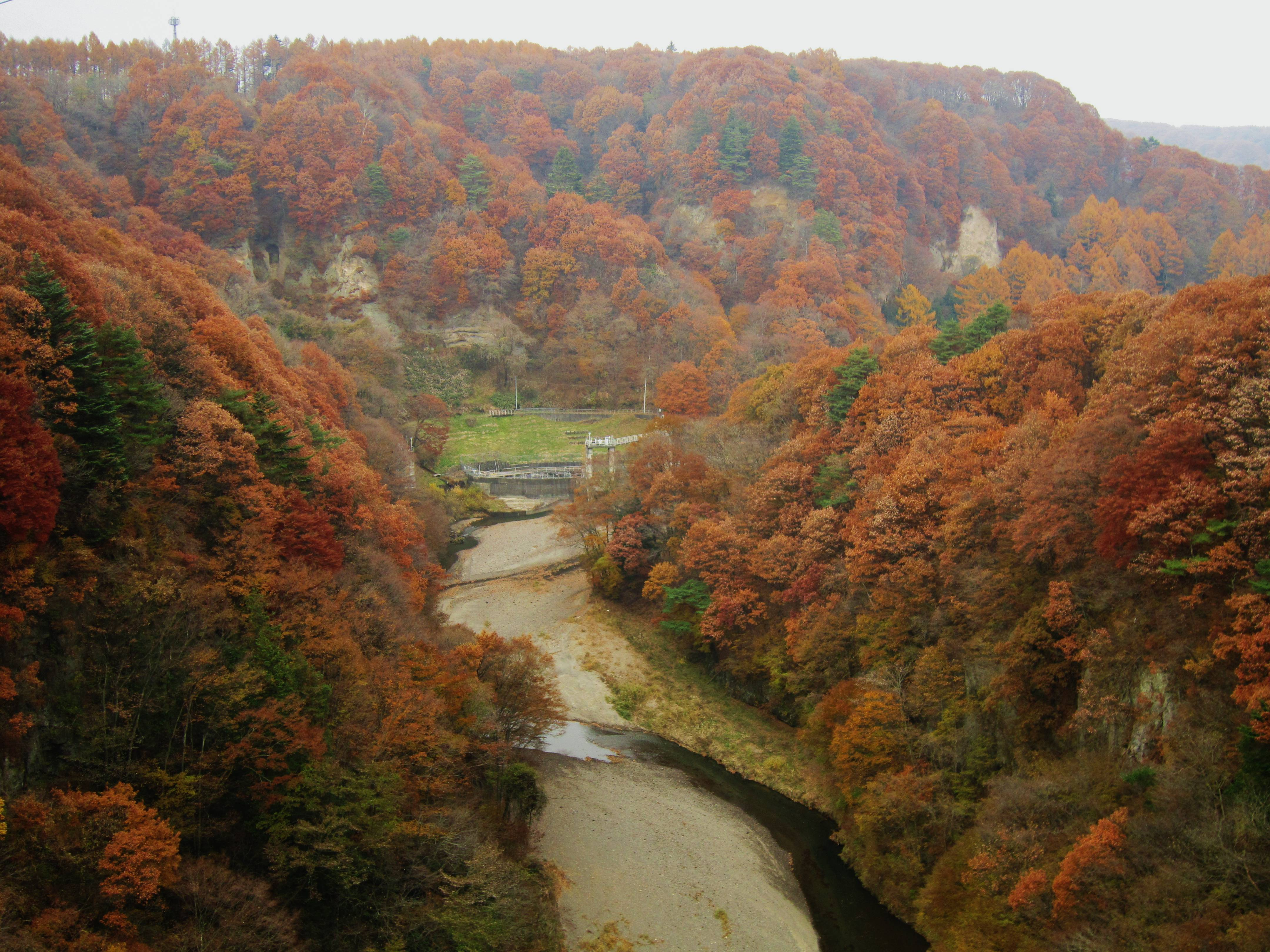
上流側の眺め 中部電力広戸発電所の取水設備が見える。
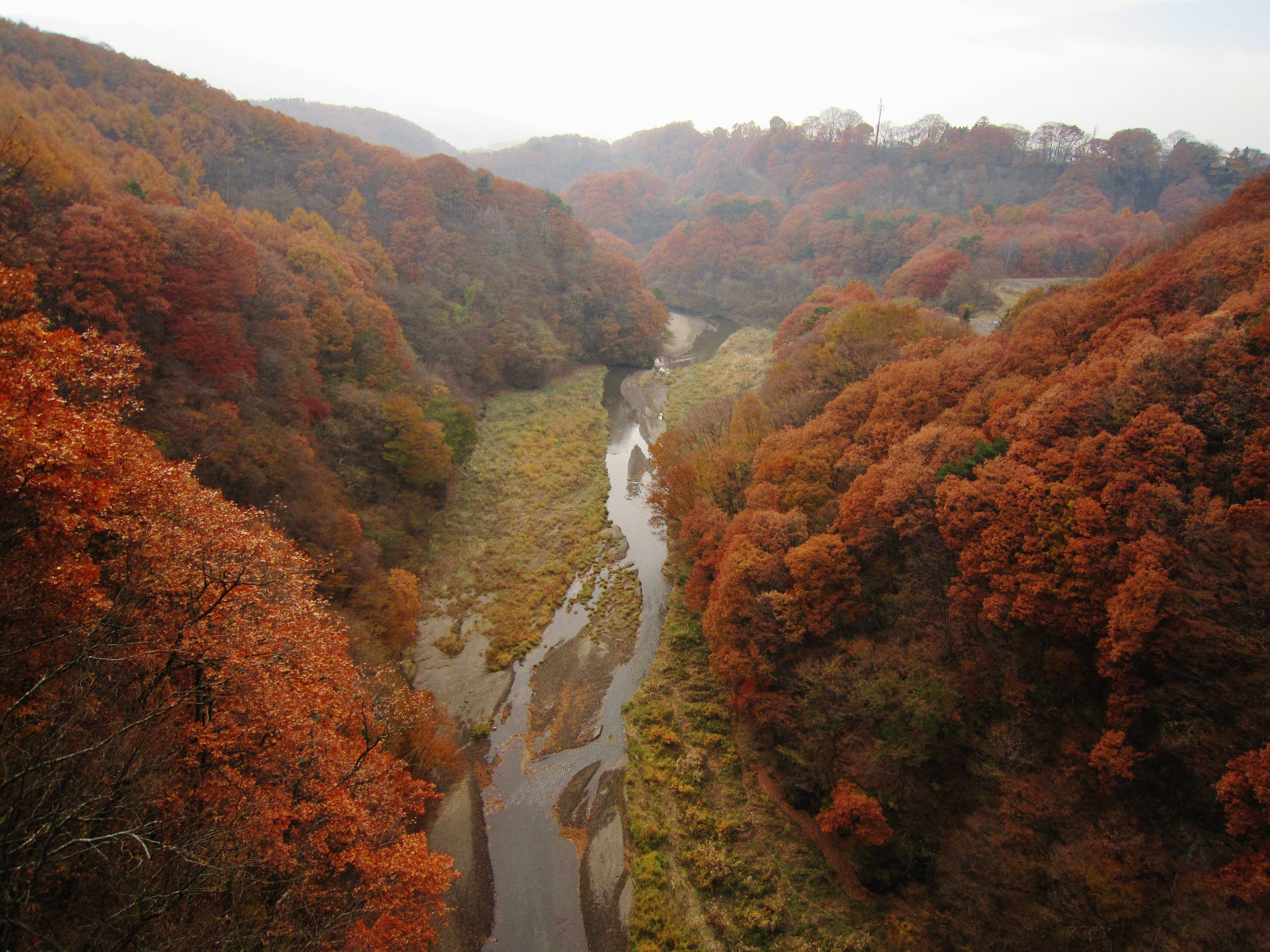
下流側の眺め 下流には湯川ダムがある。
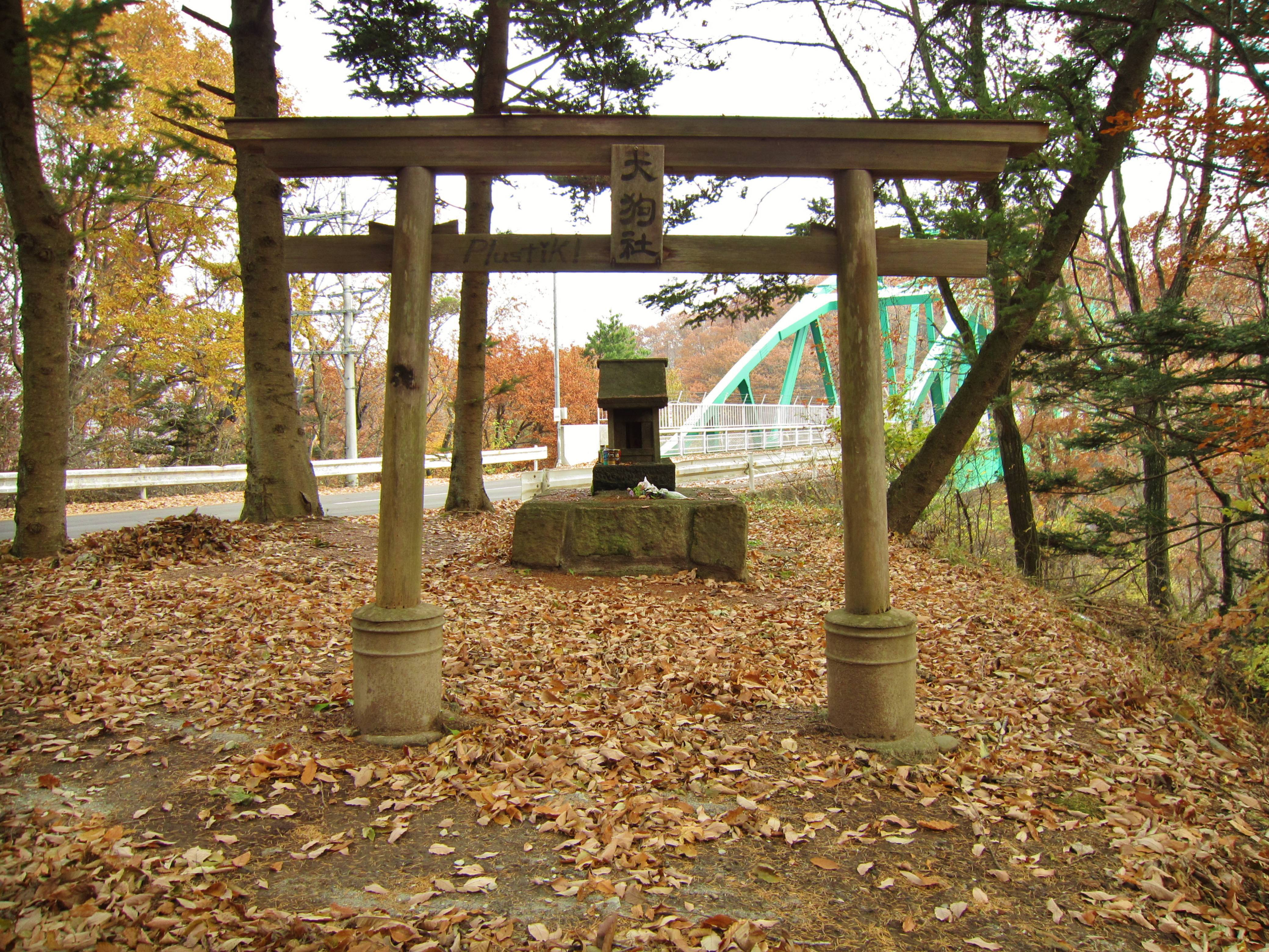
北側にある祠

## 歴史
1966年（昭和41年）9月、関東地方において多くのゴルフ場を開発・運営していた総武都市開発は、森泉山の北側の土地390ヘクタールを4億2,000万円で地元の財産組合から購入し、別荘地開発に着手した。当時、周辺の道路は険しい地形から道幅が狭く、自動車の通行もままならないほどであったことから、同社はまず湯川の峡谷に橋を架け、延長20キロメートルもの舗装された道路を整備することとした。こうして1億2,000万円を投じて建設が進められた軽井沢大橋は、1969年（昭和44年）6月に竣工。これにより、開発に必要な資材が容易に搬入できるようになった。1985年（昭和60年）には新たにゴルフ場の建設計画がもたらされ、1996年（平成8年）に森泉カントリークラブ（現・グランディ軽井沢ゴルフクラブ）として開業している。

## 軽井沢大橋に関する作品
- 『軽井沢殺人事件』 - 内田康夫の小説（推理小説）。